# 香港4號幹線

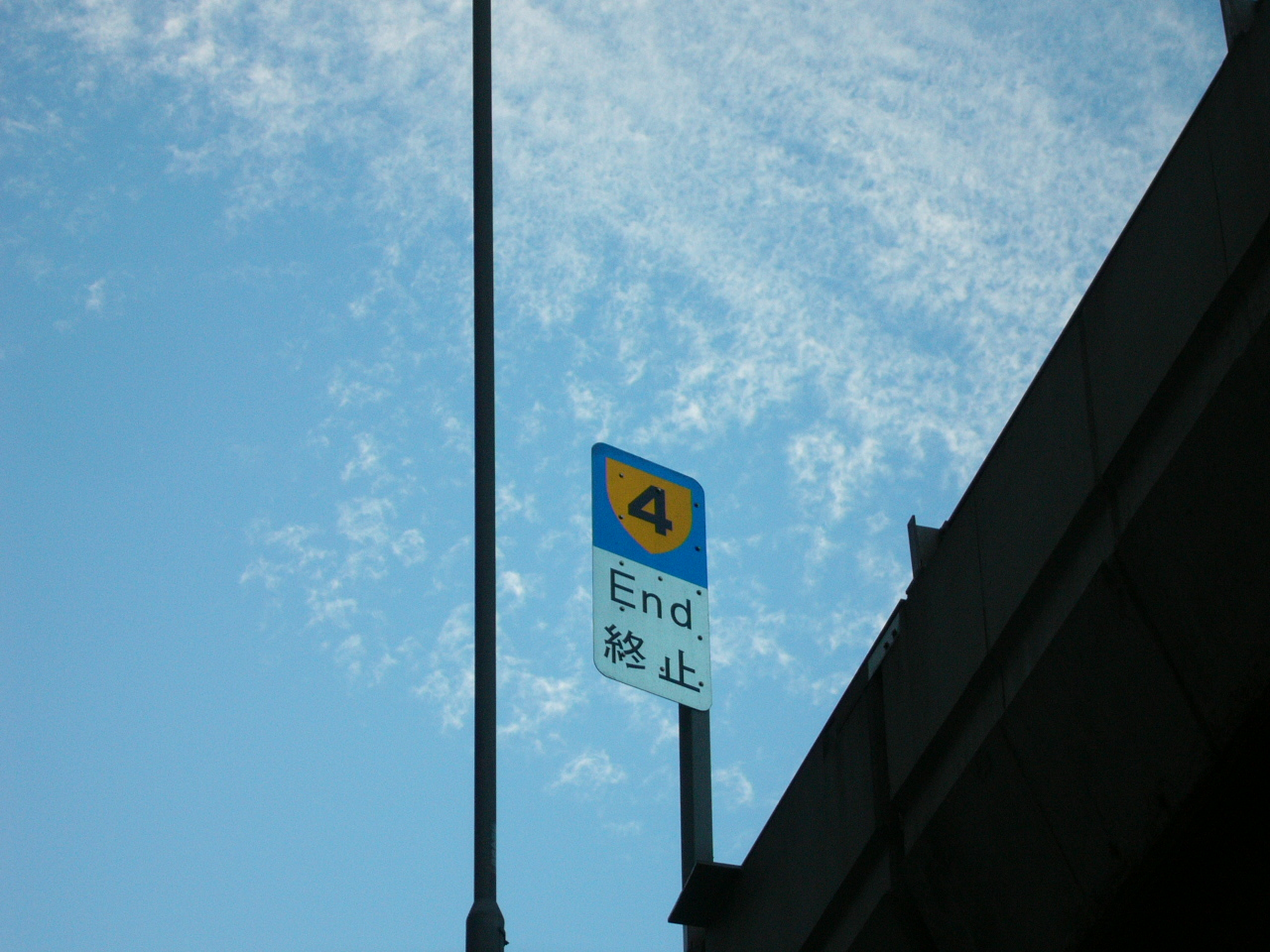
4號幹線西行線位於干諾道西天橋上的終止標誌

4號幹線（英語：Route 4）是香港的一條主要幹線，沿香港島連接港島東區的柴灣和中西區的堅尼地城，是港島區的重要幹道，全長14.48公里。
這條幹線途經的主要道路有：（柴灣方向顯示）干諾道西天橋、林士街天橋、中環及灣仔繞道及東區走廊。
4號幹線分別與2號幹線及3號幹線連接。2019年1月20日中環及灣仔繞道通車前，也與1號幹線連接，同時亦曾為唯一走線內沒有途經隧道的幹線，亦是兩條只有在一個地域內的幹線公路之一。

## 歷史
- 東區走廊維園道至太古城段於1984年6月通車
- 東區走廊太古城至筲箕灣段於1985年7月通車
- 東區走廊筲箕灣至柴灣段於1989年10月通車
- 林士街天橋於1990年1月21日通車
- 干諾道西天橋於1997年3月通車
- 第三代幹線編號系統於2004年2月1日生效，從第二代的7號幹線及8號幹線合併為4號幹線，而組成路段不變。
- 中環及灣仔繞道於2019年1月20日首階段通車，同日4號幹線改以該路段以取代東區走廊（銅鑼灣避風塘段）、告士打道、夏愨道及干諾道中（林士街天橋至夏愨道）。2019年2月24日中環及灣仔繞道全線通車

### 中環及灣仔繞道
中環及灣仔繞道連接干諾道西天橋和東區走廊炮台山出口，以紓緩干諾道西、夏慤道、告士打道、維園道一段4號幹線、金鐘道和軒尼詩道的擠塞和阻隔往銅鑼灣、跑馬地和香港仔隧道車輛，方便往來東區走廊之車輛，取代有關路段成為4號幹線的一部份。繞道於2010年1月奠基，2019年1月20日首階段通車，使4號幹線不再與1號幹線連接，並在繞道東行線通車後拆除原有林士街天橋東行線落斜橋面，以令繞道西行能直接上橋，有關工程於2019年2月24日完成。

## 組成路段
| 4號幹線路段                      | 4號幹線路段    | 4號幹線路段  | 4號幹線路段                                                    |
| 行政區                           | 路段名稱       | 連接幹線     | 備註                                                           |
| -------------------------------- | -------------- | ------------ | -------------------------------------------------------------- |
| 堅尼地城至香港仔段（已擱置興建） |                |              |                                                                |
| 中西區                           | 干諾道西天橋   | 西區海底隧道 |                                                                |
| 中西區                           | 林士街天橋     |              | 西行於干諾道中設有入口支路                                     |
| 中西區、灣仔區、東區             | 中環及灣仔繞道 |              | 通車前由干諾道中、畢打街隧道、夏愨道天橋、告士打道及維園道組成 |
| 東區                             | 東區走廊       | 東區海底隧道 | 快速公路                                                       |

### 已被擱置的延伸計劃

#### 堅尼地城至香港仔段
4號幹線的堅尼地城至香港仔段並沒有興建。這是一條長8公里的雙程雙線行車路，由堅尼地城經香港島西岸，經沙灣、鋼綫灣及華富，延伸至香港仔，與1號幹線連接。當中在數碼港資訊道及華貴邨海旁設有預留空間接駁幹線。香港特區政府曾表示將這部份幹線和港鐵南港島綫一同研究，短期只會選其中一項優先興建，後來當局同意興建南港島綫東段，但與4號幹線走線相近的南港島綫西段暫未有興建時間表。
早於1998年，政府曾向立法會申請6600萬元，研究延伸段的走線。時至2005年2月，環境運輸及工務局定出兩個方案，連接堅尼地城至香港仔：方案一為沿海高架公路，途經摩星嶺、數碼港及田灣，以隧道連接香港仔海傍道；方案二為隧道，由摩星嶺直達香港仔，不經數碼港及華富邨；前者運輸效益較高但環境影響大，後者成本較高、交通效益不大。同年6月30日，行政會議批准地鐵公司（今港鐵公司）興建西港島綫，同時決定等待南港島綫的方案出台後考慮此段幹線的未來路向。由於興建和維修成本高昂，再加上西港島綫及南港島綫相繼落實興建，致使4號幹線香港仔段一直動工無期。2008年8月，規劃署更開始研究將堅尼地城及摩星嶺一帶預留用地改建公屋。
2010年3月，政府部門向南區區議會提交文件，首次透露當局已放棄興建4號幹線延伸段。城規會修訂摩星嶺分區計劃大綱核准圖，刪除昔日擬議的7號幹線路線（即現稱的4號幹線堅尼地城至香港仔段），意味著當局已經擱置此段幹線的興建計劃。2019年，政府宣佈發展數碼港第5期，選址正是4號幹線於鋼綫灣的預留地段（現為數碼港公園），進一步引證當局已放棄興建此段幹線。
位於城西道之預留位將會連接港島西至大嶼山東北連接路，經交椅洲人工島通往大嶼山及新界西北。

## 出口
| 4號幹線          | 4號幹線          | 4號幹線            | 4號幹線                              | 4號幹線            | 4號幹線          | 4號幹線          |
| 名稱             | 往堅尼地城方向   | 往堅尼地城方向     | 往堅尼地城方向                       | 往柴灣方向         | 往柴灣方向       | 往柴灣方向       |
| 名稱             | 編號             | 連接道路           | 前往地區                             | 前往地區           | 連接道路         | 編號             |
| 連接柴灣道迴旋處 | 連接柴灣道迴旋處 | 連接柴灣道迴旋處   | 連接柴灣道迴旋處                     | 連接柴灣道迴旋處   | 連接柴灣道迴旋處 | 連接柴灣道迴旋處 |
| ---------------- | ---------------- | ------------------ | ------------------------------------ | ------------------ | ---------------- | ---------------- |
|                  | 1A               | 寧富街             | 利眾街                               |                    |                  |                  |
|                  | 2                | 東區醫院內之私家路 | 東區醫院                             | 杏花邨、小西灣     | 永泰道           | 2                |
|                  | 2A               | 東喜道             | 愛秩序灣、阿公岩                     |                    |                  |                  |
|                  | 2B               | 東喜道             | 筲箕灣                               |                    |                  |                  |
|                  |                  |                    |                                      | 石澳、東區醫院     | 柴灣道           | 3A               |
|                  |                  |                    |                                      | 筲箕灣、愛秩序灣   | 東喜道           | 3B               |
|                  |                  |                    |                                      | 康山               | 康安街           | 3C               |
|                  |                  | 西灣河、太古城     | 愛信道                               |                    |                  | 3C               |
| 太古城交匯處     | 4                | 太古灣道           | 太古城                               | 太古城             | 太古灣道         | 4                |
|                  | 5                | 東區海底隧道       | 九龍（東）                           | 九龍（東）         | 東區海底隧道     | 5                |
| 北角交匯處       | 6                | 民康街、渣華道     | 北角                                 | 鰂魚涌             | 渣華道           | 6                |
|                  |                  |                    |                                      | 北角               | 糖水道           | 6A               |
|                  | 6B               | 東區走廊           | 銅鑼灣、九龍 (中)、中區 (經告士打道) |                    |                  |                  |
|                  | 7                | 龍景街             | 灣仔（北）、半山區及金鐘             | 灣仔（北）及銅鑼灣 | 博覽道           | 7                |
|                  | 8                | 民照街             | 中區、機場快綫站及上環               | 中區及金鐘         | 民寶街           | 8                |
|                  | 8A               | 干諾道西           | 西營盤、薄扶林                       |                    |                  |                  |
|                  | 9                | 西區海底隧道       | 九龍（西)、機場、迪士尼              | 九龍（西)          | 西區海底隧道     | 9                |
| 連接城西道       |                  |                    |                                      |                    |                  |                  |